# 대한민국 민사소송법 제436조
대한민국 민사소송법 제436조는 파기환송, 이송에 대한 민사소송법조문이다.

## 조문
제436조(파기환송, 이송) (1) 상고법원은 상고에 정당한 이유가 있다고 인정할 때에는 원심판결을 파기하고 사건을 원심법원에 환송하거나, 동등한 다른 법원에 이송하여야 한다.
(2) 사건을 환송받거나 이송받은 법원은 다시 변론을 거쳐 재판하여야 한다. 이 경우에는 상고법원이 파기의 이유로 삼은 사실상 및 법률상 판단에 기속된다.
(3) 원심판결에 관여한 판사는 제2항의 재판에 관여하지 못한다.